# Paul Vorläufer
Paul Vorläufer (* 1. Februar 1924; † 13. Dezember 1974) war ein deutscher Fußballspieler. Der zumeist in der Abwehr eingesetzte Spieler hat für die SpVgg Fürth in der damals erstklassigen Fußball-Oberliga Süd von 1945 bis 1956 in 245 Ligaeinsätzen 19 Tore erzielt. In der Saison 1949/50 gewann er mit den Grün-Weißen die Süddeutsche Meisterschaft und hat anschließend in der Endrunde um die deutsche Fußballmeisterschaft die Spiele gegen STV Horst Emscher (3:2), FC St. Pauli (2:1) und im Halbfinale gegen den späteren Deutschen Meister VfB Stuttgart (1:4) als Mittelläufer im damaligen WM-System bestritten.

## Laufbahn
Vorläufer wurde vom Fürther Trainer Hans Hagen beim wilden Fußballspielen am Schießanger entdeckt. Bei der Wiederaufnahme des Spielbetriebs nach Ende des Zweiten Weltkriegs stand er als Stammspieler in der Oberligamannschaft der SpVgg Fürth. Vorläufer debütierte am 11. November 1945 bei einer 0:1-Heimniederlage gegen München 1860 auf Rechtsaußen in der Oberliga Süd. Fürth belegte in der 20er-Staffel den 13. Rang. Im zweiten Oberligajahr, 1946/47, steigerte sich der zu diesem Zeitpunkt noch vermehrt als Halbstürmer agierende Vorläufer auf 36 Ligaeinsätze, in denen er zehn Tore erzielte und die Mannschaft vom Ronhof den 10. Rang erreichte. Herausragend war sein Auftritt am 15. Dezember 1946 beim 3:0-Heimerfolg gegen den VfB Stuttgart, als ihm alle drei Treffer glückten. In der dritten Oberligarunde, 1947/48, die Südstaffel wurde von 20 auf 16 Vereine reduziert, stieg Fürth überraschend als 15. der Tabelle in das Amateurlager ab. Zumeist bildete er zusammen mit den zwei Außenläufern Ernst Sieber und Richard Gottinger die Läuferreihe. Das war auch im entscheidenden Spiel um den Klassenerhalt am 13. Juni 1948 beim Karlsruher Stadtteilverein VfB Mühlburg der Fall. Nach umstrittenen Vorfällen wurde das Spiel in der letzten Minute mit 2:3 verloren.
In der Landesliga Bayern belegte Vorläufer mit Fürth 1948/49 die Vizemeisterschaft und setzte sich auch in der Aufstiegsrunde überlegen durch und kehrte damit sofort wieder in die Oberliga Süd zurück. Danach begann die erfolgreichste Fürther Zeit in der Oberliga-Ära. Vor den zwei stärksten Rivalen VfB Stuttgart und Kickers Offenbach setzte sich Fürth 1949/50 im Rennen um die Meisterschaft in der Oberliga Süd durch. Vorläufer hatte alle 30 Rundenspiele als Chef der Abwehr des Teams von Trainer Helmut Schneider bestritten und die zwei Torjäger Horst Schade (21 Tore) und Otto Brenzke (20 Tore) führten die Torschützenliste im Süden an. In der Endrunde um die deutsche Fußballmeisterschaft zeigte die Fürther Läuferreihe mit Kurt Helbig, Vorläufer und Sieber ihr Können insbesondere in den Duellen gegen Bernhard Klodt und Alfred Kelbassa (STV Horst Emscher), Alfred Boller und Alfred Beck (St. Pauli) und gegen das Innentrio des VfB Stuttgart mit Robert Schlienz, Walter Bühler und Otto Baitinger. Als Titelverteidiger erreichte Fürth mit Vorläufer 1950/51 die Vizemeisterschaft im Süden und scheiterte in den Endrundenspielen mit 0:1 gegen den FC St. Pauli. Nach einem 6. Rang 1951/52 kämpften die „Kleeblatt-Elf“ 1952/53 nochmals unter Trainer Hans Krauß chancenreich um die Meisterschaft im Süden. Am Rundenende belegten die Grün-Weißen aber hinter Meister Eintracht Frankfurt und Vizemeister VfB Stuttgart den 3. Rang. Jetzt hatte Mittelläufer Vorläufer die beiden Außenläufer Karl Mai und Richard Gottinger an seiner Seite gehabt und die zwei Verteidiger Herbert Erhardt und Adolf Knoll hatten den Fürther Abwehrblock vor Torhüter Karlheinz Höger auf hohem Niveau vervollständigt.
Nach dem Wechsel von Torjäger Schade zur Saison 1953/54 zum unmittelbaren Konkurrenten 1. FC Nürnberg ging es für Fürth in der Tabelle nach unten. Mit seinen zwei letzten Oberligaeinsätzen unter Trainer Hans Schmidt am 2. und 30. Oktober 1955 gegen FC Schweinfurt 05 (1:3) beziehungsweise VfR Mannheim (0:3) beendete der langjährige Leistungsträger seine Karriere in der Oberliga Süd. Er ließ seine Laufbahn noch zwei Jahre beim ASV Fürth im Amateurbereich ausklingen.
Bis Mitte 1956 bestritt er für das „Kleeblatt“ 273 Ligaspiele und erzielte dabei 26 Tore. 1950 wurde er mit dem Verein Süddeutscher Meister.